# Серга (приток Уфы)
Серга́ — река в Нижнесергинском районе Свердловской области России, правый приток реки Уфы (бассейн Камы). Исток расположен на склонах Коноваловского увала, в урочище Моховое Болото.
Длина реки — 113 км, площадь бассейна — 2170 км². Горная река, глубины небольшие — 0,5 — 1 метр, у скал до 10-15 метров. Ширина от 8—10 метров до 20—30 метров на запрудах. Высота устья — 243 м над уровнем моря. Средняя скорость течения 0,3-0,5 м/с. Узкая (не более 800 метров) речная долина имеет 3 надпойменных террасы: 3 — 5 м, 12 — 14 м и 25 м над уровнем воды. Для неё, как и для всей прилегающей территории, характерен карстовый рельеф с обилием скал и пещер. На реке расположены несколько бывших заводских прудов: ныне Верхнесергинское, Нижнесергинское и Михайловское водохранилища.

## Притоки
- 7,8 км: Куба
- 11 км: Демид
- 17 км: Громотуха
- 56 км: Бардым
- 67 км: Большой Атиг
- 79 км: Цыбиха
- 83 км: Козя

## Водный туризм
Категория сложности — II. Сплав возможен с конца апреля (весеннее половодье) по сентябрь. Летом река сильно мелеет. Традиционный маршрут сплава: от города Нижние Серги до Аракаево (места пересечения реки с железной дорогой) или до Михайловска. Сплав проходит по территории природного парка «Оленьи Ручьи», мимо многочисленных скал и пещер. Препятствия — расчёски, прижимы. Длина маршрута до Михайловска около 50 км.

## Природа
В реке водится рыба: щука, хариус, голавль, окунь, плотва, пескарь. Растительность долины реки сочетает черты тайги и лесостепи, включает как лес (преимущественно ель и пихта, но также широколиственные: клён, вяз и липа), так и островки реликтовых степей, которые доходят в долине до самых Нижних Серёг. На известняковых скалах также остепнённая растительность. В её составе множество реликтовых растений. Из фауны особо можно отметить бобров, которые к началу XX века были тут полностью уничтожены, но начиная с конца 70-х годов, появились вновь в большом количестве. По притокам Серги бобры возводят плотины, изменяя гидрологический режим местности. Орнитофауна разнообразна, в том числе цапли и утки.

## Населённые пункты
- Верхние Серги
- Нижние Серги
- Аракаево
- Михайловск